# 中國人民解放軍對六四清場的抵制
1989年六四天安门事件中，中国人民解放军部队被大规模部署到北京市及其周围地区。在中國國務院總理李鵬宣布戒严后，中国共产党中央军事委员会从13个集團軍中至少动员了22个师集中在北京。从中国各地派遣的部队已远远超过了北京当地常規驻军，总共大约有30万軍隊参與鎮壓抗議。不過在实施戒严令后发生了多起軍人违反军事纪律的行为。有些涉及个别官兵或部队成建制不愿服从上級指示，其他則涉及滥用武器，还有一些6月3日晚间向天安门广场开进时造成的人员伤亡。目前尚不清楚哪些解放军部队接到命令向示威者开火，因此很难知道軍隊不服从的詳情。如果解放军整体上收到使用武力清場的命令，那一定是中共中央军委主席邓小平授意。中共中央军委副主席兼秘书长杨尚昆于1989年5月20日向戒严部队下达中央军委的命令，明确剥夺了军队在戒严令期间使用致命武力的权力，即使他们的安危受到抗议者的威胁。根据中共中央政治局委员兼中共北京市委书记李锡铭6月19日向中央政治局提交的报告中提到，在六四清場中有10名解放军以及13名武警死亡。然而根据中共官方说法，抗议者中有218人死亡，也有一些非官方消息来源說有数千名示威者被殺。

## 军官不服从
在最初被动员负责平息动乱的部队中， 第38集团军指挥官徐勤先少将拒绝服從動員令。他解释说，他拒绝服從动员令是由于只是收到了中央军事委员会的口头命令，但没有收到书面通知。最後徐得知中共中央总书记兼中央军委第一副主席赵紫阳並未批准戒严令。不過徐被迅速替换，第38集团军在替换指挥官後进行了动员。中央軍事委員會把徐勤先作為一個教訓，認為徐的拒绝服從与解放军的价值观不符，并证明軍隊還需要“思想上的净化”。
第39集团军第116師師長許峰同樣拒绝讓其部队進入北京市中心，而是留在北京东郊。許还假装军中的无线电通讯出了故障，不再通过无线电与上级沟通。因此第116师没有与抗议者發生任何暴力衝突。

## 士兵不服从
6月4日清晨，第28集团军在木樨地遭遇群众阻拦后便停滞不前，戒严部队指挥部一度派遣直升机到西长安街上空督战，结果被28军的59式高射机枪扫射驱赶，士兵对上级命令置之不理。到了下午五点，部队全部撤走。第二十八集团军成为唯一一支成建制没有抵达上级所指定的戒严执勤位置的部队，也是戒严中损失最大的部队，事后军长何燕然和政委张明春因“执行不力”均遭降级调任。
陈光是1989年天安门抗议活动中的军事摄影师。他的部队驻扎在河北省西北部，天安門抗议活动在5月初开始激化，陳光所在的部隊被命令移至北京郊区。此后不久，北京市区宣布实行戒严令，而陈的部隊被动员起来進入北京市區。當陳的部隊从西部郊區進入市區途中卻遭到示威者阻攔，數天後部隊不得不中途撤回。部隊与抗议者和北京市民的接触削弱了部队服从上級命令的意愿，并且市民在此期間給軍隊提供糧食和水，进一步削弱了他们对抗议者采取武力鎮壓的意愿。
陳光所在部隊嘗試第二次進入北京市區，並在6月3日晚上穿著便服抵達天安门广场西侧的人民大会堂。陈所在的营被派去夺回丢失的大量武器，但立即被示威者阻撓。陈所在的营撤退到人民大会堂，此后不久陳的部隊每人獲得大约200发步枪子彈。由於當時的狀況使得士兵神经紧张，导致這些武器發生意外走火，尚不清楚是否造成人员伤亡。
第38集团军的一名士兵王永利声称，他的部队由於遭到民眾攻擊，被激怒後开始开枪，但是卻向空中射击。根据他的说法：“没有人说要开枪，但是我們要教育他們一下，很快士兵開始息怒，朝天空扣動了扳机，砰砰砰砰砰砰砰，就像下雨一样。”
描述天安门广场抗议的文献证据，特别是有關抗议和镇压的影片，似乎证实了陈光关于其所在的部隊首次前往北京市區場景的叙述。纪录片《天安门》主要由六四運動期間拍摄的镜头组成，它提供了有关事件的直观记录。在影片中，解放军士兵被包围，被迫在第一次前往天安門广场时撤退，但是在第二次成功前往天安門廣場，並且此時部隊對群眾已經沒有開槍的心理障礙。但是，不确定这些部队是否实际收到允许他们使用致命武力的命令。